# Rye Brook Open 1987
Il Rye Brook Open 1987 è stato un torneo di tennis giocato sul cemento. Si è giocata a Rye Brook negli Stati Uniti. Il torneo fa parte del Nabisco Grand Prix 1987. Si è giocato dal 24 al 31 agosto 1987.

## Campioni

### Singolare maschile
Peter Lundgren ha battuto in finale  John Ross con il punteggio di 6–7, 7–5, 6–3

### Doppio maschile
Lloyd Bourne /  Jeff Klaparda hanno battuto in finale  Carl Limberger /  Mark Woodforde con il punteggio di 6–3, 6–3